# مرخان (أخو عتقاء)
الشيخ مرخان بن سميحان بن عتيق بن سميحان بن سالم بن سعيد الحماد التميمي شاعر وقائد عسكري.

## عنه
ولد عام  1200هـ بحسب تاريخ بعض الأحداث التي عاصرها. وهو أحد قادة الخيل ضد الترك عام 1912م، وضمن قادة كتائب الفرسان للأمير عبيد العلي الرشيد، وله من القصائد التي رسمت تاريخ الحقبة الزمنية الماضية والصراعات في نجد. وقد أورد الأديب ابن منديل في كتابه (آدابنا الشعبية) نونية لهذا الشاعر وأيضا له قصائد عثر عليها مؤخرا محفوظه في مخطوطه وجدت في متحف جامعة ستارسبورغ الفرنسية باسم مرخان، ولا تزال هذه المخطوطات على حالها حتى يومنا هذا في متحف ستارسبورغ بفرنسا.